# Zajcewo (Polistowskoje)
Zajcewo (ros. Зайцево) – wieś (ros. деревня, trb. dieriewnia) w zachodniej Rosji, w osiedlu wiejskim Polistowskoje rejonu bieżanickiego w obwodzie pskowskim.

## Geografia
Miejscowość położona jest 3 km od centrum administracyjnego osiedla wiejskiego (Krasnyj Łucz), 18,5 km od centrum administracyjnego rejonu (Bieżanice), 132 km od stolicy obwodu (Psków).
W granicach miejscowości znajduje się 9 posesji.

## Demografia
W 2020 r. miejscowość zamieszkiwało 5 osób.